# Ceratophyllus adustus
Ceratophyllus adustus är en loppart som beskrevs av Jordan 1932. Ceratophyllus adustus ingår i släktet Ceratophyllus och familjen fågelloppor. Inga underarter finns listade i Catalogue of Life.